# Кундт, Эрнст
Эрнст Кундт (нем. Ernst Kundt; 14 апреля 1897, Бёмиш-Лайпа, ныне Ческа-Липа, Чехия — 15 февраля 1947, Прага) — чехословацкий политик, нацистский военный преступник. Генерал-губернатор дистрикта Радом.

## Биография
Судетский немец. Участник Первой мировой войны. Был взят в плен на русском фронте. Работал в качестве санитара в госпитале Чехословацкого легиона во Владивостоке.
После возвращения на родину изучал право в Карловом университете, затем экономику в Марбурге.
Участвовал в политической жизни Чехословакии. Был членом Судето-немецкой партии.
На парламентских выборах в 1935 году был избран в депутаты Национального собрания Чехословацкой республики. В 1936 начался его карьерный рост в Судето-немецкой партии, когда Кундт избирается в руководство партии.
Был одним из ближайших соратников лидера партии К. Генлейна, занимал пост председателя парламентской группы Судето-немецкой партии.
После сближения с национал-социалистами партия судетских немцев была переименована в Национал-социалистическую немецкую рабочую партию и включена в имперскую структуру нацистской партии.
Э. Кундта — участник Второй мировой войны. Был депутатом рейхстага, работал в качестве функционера в нацистской партии.
С 1 февраля 1940 года — заместитель госсекретаря Генерал-губернаторства Йозефа Бюлера, руководитель главного административного отдела (нем. Hauptabteilung Innere Verwaltung) управления Генерал-губернаторства.
С августа 1941 до окончания оккупации в январе 1945 года — генерал-губернатор дистрикта Радом генерал-губернаторства.
За время пребывания в этой должности на территории Польши принимал участие в организации Холокоста и других преступлений против местного населения.
После войны арестован и чехословацким судом первой инстанции в Праге был приговорен к смертной казни через повешение. Приговор исполнен 15 февраля 1947 года в 14 часов 59 минут по местному времени.